# Czysta (województwo pomorskie)
Czysta (kaszb. Czëstô, niem. Wittbeck) – wieś w Polsce, w województwie pomorskim, w powiecie słupskim, w gminie Smołdzino na Wybrzeżu Słowińskim i w odległości jednego kilometra od południowego brzegu jeziora Gardno.
W latach 1975–1998 miejscowość administracyjnie należała do województwa słupskiego.
W 2011 roku wieś zamieszkiwało 212 osób.

## Nazwa
Współczesna nazwa polska jest adaptacją poświadczonej przez Friedricha Lorentza nazwy słowińskiej, odnotowanej w formach Čĩstå, Čì·stå wraz z nazwami mieszkańców: Čĩsčȯu̯n : Čì·sčȯu̯n, Čĩsčȯu̯nkă : Čì·sčȯu̯nkă „czyscianin, czyscianka”. Nazwa ma charakter topograficzny i wywodzi się od przymiotnika čĩstå „czysta”. Niemiecka nazwa Wittbeck, wzmiankowana po raz pierwszy w 1756, ma charakter topograficzny i jest złożeniem dwóch członów: dniem. przymiotnika witt „biały” i dniem. nazwy pospolitej Beck „strumień, potok”.
Rada Języka Kaszubskiego proponuje kaszubską formę nazwy Czëstô.

## Historia

### Kalendarium
- Od 1493 do 1815 roku - wieś była własnością von Bandemerów[10].
- 1784 rok - we wsi były dwa folwarki i 12 dymów[10].
- 1838 rok - wieś została sprzedana Friedrichowi Augustowi von Arnim[10].
- 1 Grudnia 1871 - we wsi było 6 budynków mieszkalnych, 1 folwark, 7 gospodarstw i żyło tu 34 mieszkańców (4 lata wcześniej było ich 37)[10].
- Po 1909 roku - ostatnim właścicielem dóbr w Czystej i Wysokiej był rotmistrz Georg Steifensand[10].
- Po 1924 roku - Czysta została zasiedlona i powstało czterdzieści gospodarstw[10].